# Caso Jaccoud
El caso Jaccoud fue un sonado proceso judicial suizo de los años 1960.

## Asesinato
En mayo de 1958, el comerciante de máquinas agrícolas Charles Zumbach, de setenta años, fue brutalmente asesinado en la pequeña ciudad de Plan-les-Ouates. Al volver a casa, la esposa del comerciante oyó al marido gritando socorro. Enseguida oyó cuatro tiros y gritos. Al poco, un hombre vino en su dirección y la persiguió hasta el jardín donde fue alcanzada por un disparo en el hombro. El agresor volvió donde Charles Zumbach, y asesinó a la víctima agonizante apuñalándola con un cuchillo antes de huir en una bicicleta. La esposa sobrevivió a la agresión, pero no consiguió recordar al autor de la infracción. Zumbach era dueño, en Plan-les-Ouates, de un negocio de máquinas agrícolas, pero posteriormente se reveló que su casa también era sede de una banda de criminales internacionales y traficantes de armas liderada por un francés llamado Reymond.
Interrogado por la policía en la misma noche del crimen, el hijo del asesinado Zumbach, André, que era productor en Radio Ginebra, declaró haber recibido dos llamadas en la emisora de radio, pero el interlocutor desconectaba cuando André respondía al teléfono. André Zumbach sospechó que la persona que telefoneaba quería garantizarse que André no estaba con sus padres. Al preguntársele si tenía algún sospechoso para estas conexiones, el hijo del comerciante respondió: Pierre Jaccoud.

## Acusación

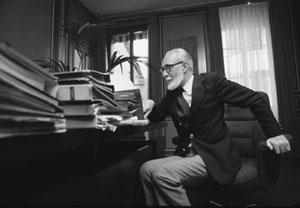
Pierre Jaccoud en 1953.

El destacado abogado Pierre Jaccoud (1905-1996) poseía excelente reputación en la ciudad, había defendido casos importantes, vivía en familia con su mujer y sus hijos y formaba parte de la élite suiza. Todos estos hechos lo hacían un sospechoso impensable. Sin embargo, tenía una amante desde hacía ocho años, Linda Baud, de 38 años, y que trabajaba en la misma Radio Ginebra que el hijo del comerciante asesinado, André Zumbach. André había iniciado un romance con la amante de Jaccoud, lo que lo dejó enfurecido e histérico por los celos. Según André, Jaccoud le envió diversas cartas anónimas con fotos de la amante desnuda. Linda confirmó las informaciones de André, afirmando que Jaccoud la forzó a hacer las fotos y que le escribió muchas cartas desesperadas para convencerla de volver con él.
La policía entonces pasó a sospechar de Jaccoud y concluyó que la motivación para el allanamiento fue una tentativa de recuperar las fotos de Linda. La policía registró la casa de Jaccoud, que estaba en viaje de negocios en Estocolmo, y encontró dos pistolas, sangre en una chaqueta, en la bicicleta de Jaccoud, en un cuchillo marroquí y un botón faltante en un impermeable, similar al botón encontrado cerca de la casa de la víctima. Pero el tipo sanguíneo de la víctima era el mismo de Pierre Jaccoud, grupo 0. El profesor François Naville, que dirigió la autopsia, no vio necesidad en profundizar en el asunto o guardar las muestras. Alguna de la sangre podría ser de animal y ninguna de las pistolas era la empleada en el crimen.

## Prisión
Al retornar del viaje, en junio de 1958, Jaccoud fue arrestado. Pasó 19 meses en un hospital penitenciario, al sufrir una crisis nerviosa debido al trauma de verse en prisión, transformándose en un hombre desmejorado y débil.

## Proceso
En enero de 1960 fue a juicio ante un jurado, en Ginebra, en el cual fue condenado a siete años de prisión. Los jurados decidieron en solo tres horas. El caso atrajo la atención internacional y para la prensa de París, que lo llegó a considerar un "segundo caso Dreyfus", el suizo Jaccoud fue una víctima de la moralidad calvinista ginebrina. Estudiantes suizos ofendidos, quemaron públicamente periódicos parisinos. En 1980, la última petición de revisión de Jaccoud fue juzgada improcedente.

## Controversia
De acuerdo con el médico Hans Martin Sutermeister, el caso fue un error judicial, cuyos principales fallos fueron la falta de pruebas concluyentes y una defectuosa investigación forense. La sangre no fue debidamente analizada, ya en una ocasión anterior el forense encargado había confundido sangre humana y de cerdo. Las cartas presentadas no contenían la grafía o la firma de Jaccoud. Sutermeister, convencido de la inocencia del acusado, creía que Baud ya no salía con André al momento del crimen, y que Zumbach había sido asesinado por suministrar explosivos defectuosos a rebeldes argelinos. Señaló que "Reymond" y sus amigos traficantes de armas guardaban, sin que Zumbach lo supiera, cuchillos y bayonetas en el garaje, uno de los cuales pudo ser el arma homicida. La desproporción entre tiempo de pena y la gravedad del crimen refuerza la tesis de que en ocasión del juicio aún había dudas en relación con la culpabilidad del reo.